# Muncie (Illinois)
Muncie é uma vila localizada no estado americano de Illinois, no Condado de Vermilion.

## Demografia
Segundo o censo americano de 2000, a sua população era de 155 habitantes.
Em 2006, foi estimada uma população de 149, um decréscimo de 6 (-3.9%).

## Geografia
De acordo com o United States Census Bureau, Muncie tem uma área de 0,5 km², dos quais 0,5 km² são cobertos por terra e 0,0 km² cobertos por água.

## Localidades na vizinhança
O diagrama seguinte representa as localidades num raio de 16 km ao redor de Muncie.